# Пам'ять (фільм, 2022)
«Пам'ять» (англ. Memory) — американський фільм-трилер 2022 року, знятий режисером Мартіном Кемпбеллом, з Ліамом Нісоном і Монікою Беллуччі у головних ролях.

## Сюжет
Сценарій картини написаний на основі роману Джефа Гіраертса «Синдром Альцгеймера» і однойменного бельгійського фільму. Головний герой фільму — найманий убивця вищого класу, який відкидає замовлення сильної мафіозної структури і через це опиняється під ударом. Скоєні ним вбивства розслідують двоє агентів ФБР, а ще інтерес до нього проявляє одна підприємиця.

## У ролях
- Ліам Нісон: Алекс Льюїс
- Гай Пірс: Вінсент Серра
- Моніка Беллуччі: Давана Сілман
- Гарольд Торрес: Г'юго Маркес
- Тадж Атвал: Лінди Амістед
- Рей Фірон: Джеральд Нуссбаум
- Даніель де Бург: Вільям Борден
- Джош Тейлор: Ренді Сілман
- Рей Стівенсон: детектив Денні Мора
- Міа Санчес: Беатріс Леон
- Лі Бордман: Маурісіо
- Скот Вільямс: Елліс Ван Камп
- Ребекка Колдер: Венді Ван Камп
- Стелла Стокер: Мая
- Наталі Андерсон: Марієнн Борден
- Атанас Сребрев: доктор Джозеф Майєрс
- Антоніо Харамільйо: Папа Леон
- Даг Рао: Енді Віллалобос
- Джош Макрена: Хоу
- Джей Р. Еспозіто: Баллард
- Владо Михайлов: Коулман
- Софія Солтесс: Емма Ван Камп
- Тудор Чіріла: Луїс Матан
- Марина Крумова: Мадера Матан
- Любомир Бучваров: Пауль
- Сігал Діамент: Серена
- Данай Велінова: Марісоль
- Луїс Манділор: п'яний брокер
- Джейк Таппер: в ролі самого себе

## Знімальна група
- Режисер: Мартін Кемпбелл
- Продюсери: Кеті Шульман, Моше Дайамант, Руперт Маконік, Артур М. Саркіссян, Майкл Геймлер
- Сценаристи: Даріо Скардапейн, Ерік Ван Лой, Карл Йос, Йеф Герартс
- Оператор: Девід Теттерсолл
- Композитор: Руперт Паркс

## Виробництво
Проект був анонсований 20 лютого 2020 року. Спочатку було відомо, що режисером стане Мартін Кемпбелл і що Ліам Нісон зіграє найманого вбивцю. У квітні 2021 року до проекту приєдналися Моніка Беллуччі, Гай Пірс, Рей Фірон, Арольд Торрес і Тадж Атвал. Зйомки почалися навесні 2021 року в Болгарії.